# Valle Dorado Dos Mil
Valle Dorado Dos Mil är en ort i Mexiko.   Den ligger i kommunen Corregidora och delstaten Querétaro Arteaga, i den centrala delen av landet, 190 km nordväst om huvudstaden Mexico City. Valle Dorado Dos Mil ligger 1 905 meter över havet och antalet invånare är 914.
Terrängen runt Valle Dorado Dos Mil är kuperad åt sydost, men åt nordväst är den platt. Runt Valle Dorado Dos Mil är det tätbefolkat, med 511 invånare per kvadratkilometer. Närmaste större samhälle är Santiago de Querétaro, 10,9 km nordost om Valle Dorado Dos Mil. Trakten runt Valle Dorado Dos Mil består till största delen av jordbruksmark.